# Tashreeq Morris
Tashreeq Morris (13 de maio de 1994) é um futebolista profissional sul-africano que atua como atacante, atualmente defende o Sekhukhune United.

## Carreira
Tashreeq Morris fez parte do elenco da Seleção Sul-Africana de Futebol nas Olimpíadas de 2016.